# 月球21号
月球21号（俄语：Луна 21）属于苏联的第三代无人月球探测器。月球21号登陆月球，并将苏联的第二辆月球车2号送上了月球表面。